# Don't Dare to Dream
 (juillet 2021).
La mise en forme du texte ne suit pas les recommandations de Wikipédia : il faut le « wikifier ».
Les points d'amélioration suivants sont les cas les plus fréquents. Le détail des points à revoir est peut-être précisé sur la page de discussion.
- Les titres sont pré-formatés par le logiciel. Ils ne sont ni en capitales, ni en gras.
- Le texte ne doit pas être écrit en capitales (les noms de famille non plus), ni en gras, ni en italique, ni en « petit »…
- Le gras n'est utilisé que pour surligner le titre de l'article dans l'introduction, une seule fois.
- L'italique est rarement utilisé : mots en langue étrangère, titres d'œuvres, noms de bateaux, etc.
- Les citations ne sont pas en italique mais en corps de texte normal. Elles sont entourées par des guillemets français : « et ».
- Les listes à puces sont à éviter, des paragraphes rédigés étant largement préférés. Les tableaux sont à réserver à la présentation de données structurées (résultats, etc.).
- Les appels de note de bas de page (petits chiffres en exposant, introduits par l'outil «  Source ») sont à placer entre la fin de phrase et le point final[comme ça].
- Les liens internes (vers d'autres articles de Wikipédia) sont à choisir avec parcimonie. Créez des liens vers des articles approfondissant le sujet. Les termes génériques sans rapport avec le sujet sont à éviter, ainsi que les répétitions de liens vers un même terme.
- Les liens externes sont à placer uniquement dans une section « Liens externes », à la fin de l'article. Ces liens sont à choisir avec parcimonie suivant les règles définies. Si un lien sert de source à l'article, son insertion dans le texte est à faire par les notes de bas de page.
- La présentation des références doit suivre les conventions bibliographiques. Il est recommandé d'utiliser les modèles {{Ouvrage}}, {{Chapitre}}, {{Article}}, {{Lien web}} et/ou {{Bibliographie}}. Le mode d'édition visuel peut mettre en forme automatiquement les références.
- Insérer une infobox (cadre d'informations à droite) n'est pas obligatoire pour parachever la mise en page.

Pour une aide détaillée, merci de consulter Aide:Wikification.
Si vous pensez que ces points ont été résolus, vous pouvez retirer ce bandeau et améliorer la mise en forme d'un autre article.
Don't Dare to Dream, également connu sous le nom de Jealousy Incarnate (en coréen : 질투의 화신), est une série télévisée sud-coréenne de 2016 avec Gong Hyo-jin, Jo Jung-suk, Go Kyung-pyo, Lee Mi-sook, Park Ji-young, Lee Sung-jae et Seo Ji-hye . Il a été diffusé tous les mercredis et jeudis à 22h00 (KST) sur SBS du 24 août au 10 novembre 2016 pour 24 épisodes ,, et sur Netflix depuis 2020.

## Synopsis
Pyo Na-ri (Gong Hyo-jin), présentatrice météo, et le présentateur du journal, Lee Hwa-shin (Jo Jung-suk), sont des collègues de longue date de la chaîne SBC. Na-ri a eu le béguin pour Hwa-shin trois ans auparavant, sans que cela soit réciproque. Les choses changent lorsqu'elle rencontre l'homme parfait Go Jung-won (Go Kyung-pyo), un riche héritier et meilleur ami de Hwa-shin.
Pendant ce temps, Sung-sook (Lee Mi-sook) et Ja-young (Park Ji-young), ex-belles-sœurs de Hwa-shin, et rivales en amour et en carrière au sein de la chaîne, se retrouvent dans une situation compliquée avec Kim Rak (Lee Sung-jae), un restaurateur et propriétaire du bâtiment où vit Na-ri.

## Distribution

### Personnages principaux
- Gong Hyo-jin dans le rôle de Pyo Na-ri

Na-ri est une présentatrice météo plutôt optimiste. Diplômée d'une université de troisième ordre et n'ayant ni argent ni relations, Na-ri est pleine d'incertitudes, mais travaille dur pour garder sa place à la chaîne. Elle avait le béguin pour Hwa-shin pendant 3 ans.
- Jo Jung-suk dans le rôle de Lee Hwa-shin [4]

Hwa-shin est un journaliste vedette cultivé et issu d'une bonne famille. Il est plutôt fier et macho ; et devient jaloux quand Na-ri se rapproche de son ami Jung-won alors qu'il réalise qu'il commence à développer des sentiments pour elle.
- Go Kyung-pyo dans le rôle de Go Jung-won [5]

Un homme poli et amical qui est sérieux quand il s'agit d'aimer. Jung-won est le patron d'une maison de couture et l'héritier d'une grande entreprise (chaebol) qui gère plusieurs marques de vêtements de luxe. Il tombe amoureux de Na-ri au premier regard.
- Lee Mi-sook (en) dans le rôle de Kye Sung-sook

Une journaliste devenue présentatrice du journal de 21h. La première femme de Jong-shin et la mère de Ppal-gang.
- Park Ji-young dans le rôle de Bang Ja-young

Chef de service de la station de radio de SBC et présentatrice. La deuxième épouse de Jong-shin.
- Lee Sung-jae (en) dans le rôle de Kim Rak

Chef du restaurant Rak Pasta, et propriétaire de Nari et de sa famille. Un homme gentil et attentionné qui prend soin de ses locataires comme une famille.
- Seo Ji-hye dans le rôle de Hong Hye-won

Fille du secrétaire général du président pour les affaires publiques et présentatrice du journal de 19 heures. Elle est intelligente et compétente dans sa carrière. Cependant, au cours de ses 29 ans de vie, elle n'a eu aucune épreuve à affronter et elle ne croit pas que les gens sont égaux, ce qui la rend prétentieuse et lui vaut une mauvaise réputation.

### Personnages secondaires

#### Les personnages autour de Hwa Shin
- Park Jung-soo dans le rôle de la mère de Hwa-shin
- Yoon Da-hoon dans le rôle de Lee Jong-shin, frère de Hwa-shin et père de  Ppal-gang

#### Les personnages autour de Jung Won
- Choi Hwa-jung dans le rôle de Kim Tae-ra, mère de Jung-won et sœur de Kim Rak
- Park Sung-hoon dans le rôle de M. Cha, secrétaire particulier de Jung-won

#### Les personnages du groupe SBC
- Kwon Hae-hyo dans le rôle de Oh Jong-hwan
- Jung Sang-hoon dans le rôle de Choi Dong-ki
- Yoo Jae-myung dans le rôle de Uhm Ki-dae
- Park Hwan-hee dans le rôle de Keum Soo-jung
- Park Eun-ji dans le rôle de Park Jin
- Seo Yoo-ri dans le rôle de Hong Ji-min
- Kim Ye-won dans le rôle de  Na Joo-hee
- Jun Ji-an dans le rôle de Im Soo-mi
- Yoo Jung-rae dans le rôle de Kan Mi-young
- Lee Chae-won dans le rôle de Yang Sung-sook
- Park Seo-young dans le rôle de Jang Hee-soo
- Sung Chang-hoon dans le rôle de New agency staff
- Lee Myung-haeng dans le rôle de du présentateur du journal de 7h

#### Les personnages de la Rak Villa
- Moon Ga-young dans le rôle de Lee Ppal-gang, la nièce de Hwa-shin
- Kim Jung-hyun dans le rôle de Pyo Chi-yeol, le frère de Na-ri
- Ahn Woo-yeon dans le rôle de Oh Dae-goo, le fils de Kim Rak
- Seo Eun-soo dans le rôle de Ri Hong-dan, belle-mère de Na-ri et Chi-yeol
- Sul Woo-hyung dans le rôle de Pyo Bum, demi-frère de Na-ri et Chi-yeol
- Suh Hyun-suk dans le rôle de Lee Seung-han

#### Les personnages du Sun Hospital
- Bae Hae-sun dans le rôle de Keum Suk-ho, Oncologue
- Park Jin-joo dans le rôle de l'infirmière Oh Jin-joo

### Autres personnages
- Min Jung-sub
- Song Ha-rim
- Yeo Un-bok, un chirurgien
- Choi Kyu-sik, un chauffeur de taxi
- Lee Do-yeob
- Jang Hae-min
- Lee Yoon-sang, un directeur d'hôtel
- Kwan Eun-soo

### Apparitions spéciales
- BamBam, un client de nightclub en Thaïlande (Ep. 1)[6]
- Vivian Cha, sa compagne (Ep. 1)
- Yoo Jae-myung, un présentateur télé
- Lee Jung-eun, un radiologue
- Oh Se-deuk, un chef de restaurant chinois
- Jung Kyung-sun, la mère de Pyo Na-ri
- Han Ji-min dans le rôle de Han Ji-min, le rendez-vous arrangé de Hwa-shin (Ep. 11)
- Kim Kyung-ran, un juge de l'audition pour le recrutement des présentateurs (Ep. 14)
- Ahn Hye-kyung, un candidat au recrutement des présentateurs (Ep. 14)
- Jun Hyun-moo, un candidat au recrutement des présentateurs (Ep. 14)
- Oh Jung-yeon, un candidat au recrutement des présentateurs (Ep. 14)
- Kim Yoon-sang, un candidat au recrutement des présentateurs (Ep. 14)
- Lee Sun-kyun, le rendez-vous arrangé de Na-ri (Voix) (Ep. 15)
- Ko Sung-hee, le premier amour de Hong Soo-young, Hwa-shin et Jung-won (Ep. 17)

## Appel d'offres pour les droits de diffusion
KBS 2TV et SBS ont toutes deux manifesté leur intérêt pour les droits de diffusion de Don't Dare to Dream. Lorsque le casting a été annoncé pour la première fois en février 2016, la série était alors en pourparlers pour être diffusée sur le réseau public KBS 2TV, mais SBS a décidé de participer aux enchères, et les a remportées en avril 2016.

## Évaluations
Dans le tableau ci-dessous, les chiffres bleus représentent les notes les plus basses et les chiffres rouges représentent les notes les plus élevées.
- NR indique que la série ne figurait pas dans le top 20 des programmes quotidiens à cette date.

| Ep.     | Broadcast date     | Average audience share | Average audience share | Average audience share | Average audience share |
| Ep.     | Broadcast date     | TNmS                   | TNmS                   | AGB Nielsen            | AGB Nielsen            |
| Ep.     | Broadcast date     | Nationwide             | Seoul                  | Nationwide             | Seoul                  |
| ------- | ------------------ | ---------------------- | ---------------------- | ---------------------- | ---------------------- |
| 1       | August 24, 2016    | 6.9% (NR)              | 8.8% (12th)            | 7.3% (19th)            | 8.1% (17th)            |
| 2       | August 25, 2016    | 7.9% (18th)            | 9.1% (12th)            | 8.3% (15th)            | 9.2% (13th)            |
| 3       | August 31, 2016    | 8.0% (20th)            | 10.3% (11th)           | 8.7% (13th)            | 10.1% (9th)            |
| 4       | September 1, 2016  | 8.6% (14th)            | 10.0% (7th)            | 9.1% (10th)            | 9.9% (8th)             |
| 5       | September 7, 2016  | 8.2% (18th)            | 10.0% (11th)           | 9.9% (7th)             | 11.2% (5th)            |
| 6       | September 8, 2016  | 8.2% (17th)            | 10.0% (11th)           | 9.2% (11th)            | 10.7% (6th)            |
| 7       | September 14, 2016 | 7.6% (NR)              | 9.1% (8th)             | 8.1% (11th)            | 9.1% (9th)             |
| 8       | September 15, 2016 | 10.3% (7th)            | 11.5% (4th)            | 10.1% (4th)            | 11.9% (4th)            |
| 9       | September 21, 2016 | 10.1% (10th)           | 13.1% (4th)            | 12.3% (4th)            | 13.5% (4th)            |
| 10      | September 22, 2016 | 10.2% (8th)            | 12.9% (4th)            | 13.2% (4th)            | 14.8% (4th)            |
| 11      | September 28, 2016 | 10.2% (12th)           | 11.9% (5th)            | 12.1% (4th)            | 13.5% (4th)            |
| 12      | September 29, 2016 | 11.4% (6th)            | 13.6% (4th)            | 12.3% (4th)            | 13.5% (4th)            |
| 13      | October 5, 2016    | 9.5% (13th)            | 11.6% (5th)            | 11.9% (5th)            | 13.2% (4th)            |
| 14      | October 6, 2016    | 11.8% (7th)            | 14.1% (4th)            | 12.6% (4th)            | 13.9% (4th)            |
| 15      | October 12, 2016   | 10.2% (11th)           | 12.8% (4th)            | 11.2% (6th)            | 11.8% (5th)            |
| 16      | October 13, 2016   | 11.2% (8th)            | 13.1% (2nd)            | 11.7% (6th)            | 12.9% (3rd)            |
| 17      | October 19, 2016   | 9.8% (13th)            | 12.7% (4th)            | 11.3% (6th)            | 12.9% (4th)            |
| 18      | October 20, 2016   | 10.4% (11th)           | 12.6% (5th)            | 11.8% (6th)            | 13.1% (4th)            |
| 19      | October 26, 2016   | 8.8% (15th)            | 11.7% (5th)            | 10.2% (6th)            | 11.5% (5th)            |
| 20      | October 27, 2016   | 10.0% (11th)           | 12.1% (5th)            | 10.2% (7th)            | 11.4% (5th)            |
| 21      | November 2, 2016   | 9.1% (15th)            | 11.3% (5th)            | 9.7% (7th)             | 10.7% (5th)            |
| 22      | November 3, 2016   | 10.0% (14th)           | 12.1% (8th)            | 10.6% (7th)            | 11.6% (4th)            |
| 23      | November 9, 2016   | 8.0% (16th)            | 10.4% (5th)            | 9.4% (11th)            | 10.2% (8th)            |
| 24      | November 10, 2016  | 9.8% (14th)            | 11.7% (5th)            | 11.0% (5th)            | 11.8% (4th)            |
| Average | Average            | 9.4%                   | 11.5%                  | 10.5%                  | 11.7%                  |

## Récompenses et nominations
| Year | Award                     | Category                                                 | Recipient                     | Result     |
| ---- | ------------------------- | -------------------------------------------------------- | ----------------------------- | ---------- |
| 2016 | 1st Asia Artist Awards    | Best Artist Award, Actor                                 | Jo Jung-suk                   | Nomination |
| 2016 | SBS Drama Awards          | Grand Prize (Daesang)                                    | Jo Jung-suk                   | Nomination |
| 2016 | SBS Drama Awards          | Top Excellence Award, Actor in a Romantic Comedy Drama   | Jo Jung-suk                   | Lauréat    |
| 2016 | SBS Drama Awards          | Top Excellence Award, Actor in a Romantic Comedy Drama   | Go Kyung-pyo                  | Nomination |
| 2016 | SBS Drama Awards          | Top Excellence Award, Actress in a Romantic Comedy Drama | Gong Hyo-jin                  | Lauréat    |
| 2016 | SBS Drama Awards          | Top Excellence Award, Actress in a Romantic Comedy Drama | Lee Mi-sook                   | Nomination |
| 2016 | SBS Drama Awards          | Special Acting Award, Actor in a Romantic Comedy Drama   | Jung Sang-hoon                | Nomination |
| 2016 | SBS Drama Awards          | Special Acting Award, Actress in a Romantic Comedy Drama | Seo Ji-hye                    | Lauréat    |
| 2016 | SBS Drama Awards          | Special Acting Award, Actress in a Romantic Comedy Drama | Bae Hae-seon                  | Nomination |
| 2016 | SBS Drama Awards          | K-Wave Star Award                                        | Jo Jung-suk                   | Nomination |
| 2016 | SBS Drama Awards          | K-Wave Star Award                                        | Gong Hyo Jin                  | Nomination |
| 2016 | SBS Drama Awards          | Best Couple                                              | Jo Jung-suk and Gong Hyo-jin  | Nomination |
| 2016 | SBS Drama Awards          | Best Couple                                              | Lee Mi-sook and Park Ji-young | Nomination |
| 2016 | SBS Drama Awards          | Top 10 Stars Award                                       | Jo Jung-suk                   | Lauréat    |
| 2016 | SBS Drama Awards          | New Star Award                                           | Go Kyung-pyo                  | Lauréat    |
| 2016 | SBS Drama Awards          | Idol Academy Award – Best Kiss                           | Jo Jung-suk and Gong Hyo-jin  | Nomination |
| 2017 | 53rd Baeksang Arts Awards | Best Actor                                               | Jo Jung-suk                   | Nomination |

## Divers
Une scène de l'épisode 14 de la série a fait l'objet d'une analyse en tant qu'« étude de cas de l'application de la théorie du lien à un récit romantique en tant que forme de simulation des processus d'attachement humains avec une valence de cognition sociale » par Lorenza Lucchi Basili et Pier Luigi Sacco dans la revue Behavioral Science .